# Francisco de Azeredo Teixeira de Aguilar
Francisco de Azeredo Teixeira de Aguilar (Vila Nova de Gaia, Vila Nova de Gaia, Cambade, 26 de Julho de 1828 — Porto, 4 de Outubro de 1918), 2.º Visconde de Samodães e 2.º Conde de Samodães, bacharel em Matemática pela Universidade de Coimbra, Professor, Engenheiro Civil e Militar, Presidente da Câmara Municipal do Porto. Foi também um conhecido escritor.
Foi um dos fundadores, em 1903, do Partido Nacionalista.

## Vida e Obra
Frequentou o Colégio da Lapa, no Porto e o Liceu de Lisboa, onde realizou os seus exames e humanidades.
Matriculou-se na Faculdade de Ciências da Universidade de Coimbra em 1843, nos cursos de Matemática e Filosofia, tendo-se formado em Matemática em 31 de Maio de 1849, sendo premiado em todos os anos e no ultimo tendo mesmo sido laureado com as mais distintas informações.

### Câmara Municipal do Porto
Em 1855 foi eleito Senador da Câmara Municipal do Porto, cuja Presidência chegou a ocupar. Foi também Governador Civil do Distrito do Porto em 1868.

## Ministério da Fazenda
Entre 27 de Dezembro de 1868 e 2 de Agosto de 1869, exerceu o cargo de Ministro dos Negócios da Fazenda no 29.º governo da Monarquia Constitucional, governo liderado pelo Marquês de Sá da Bandeira.

## Dados genealógicos
Filho do 1.º Visconde de Samodães, Francisco de Paula de Azeredo Teixeira de Carvalho, depois 1.º Conde de Samodães, e de sua mulher, D. Maria do Carmo de Lemos Teixeira de Aguilar.
Nasceu no concelho de Vila Nova de Gaia, Distrito do Porto.
Casou em 7 de janeiro de 1859 com Henriqueta Adelaide Vieira de Magalhães, filha dos viscondes de Alpendurada: António Vieira de Magalhães e sua mulher Maria das Neves Correia Leal.
Seu filho Francisco de Paula de Azeredo foi Ministro da Fazenda no Ministério de 1907.
O seu brasão consta do seguinte: Escudo esquartelado; no 1.º quartel as armas dos Azeredos: Em campo azul oito contrabandas de ouro; no segundo as dos Teixeiras: Em campo azul uma cruz de ouro potentea e vazia; no terceiro as dos Carvalhos: Em campo azul uma estrela de ouro, entre uma quaderna de crescentes de prata; no quarto as dos Aguilares: Em campo de ouro uma águia negra; timbre, o dos Azeredos: um leão rompante de azul, contracotisado de ouro. Coroas de Visconde e de Conde.